# Список живописцев Ленинградского Союза художников

Здесь представлен список живописцев — членов Ленинградского Союза художников (основан 2 августа 1932 года как Ленинградский Областной Союз советских художников; с 1959 года — Ленинградское отделение Союза художников РСФСР; с 1968 года — Ленинградская организация Союза художников РСФСР; с конца 1991 года после переименования Ленинграда в Санкт-Петербург носит название Санкт-Петербургский Союз художников). В списке представлены живописцы, являвшиеся членами Ленинградского Союза художников по секции живописи в период с 1932 по 1991 год, что подтверждается авторитетными источниками — Справочниками членов Ленинградского Союза и каталогами выставок ленинградских художников за 1932—1991 годы.

## Алфавитный список
| # А Б В Г Д Е Ё Ж З И К Л М Н О П Р С Т У Ф Х Ц Ч Ш Щ Э Ю Я |

### А
| Портрет | Художник |  |  |  |
| ------- | --- |  |  |  |
|         | Афонина, Таисия Кирилловна · (1913—1994) · Российская империя · СССР · Россия · портрет, пейзаж, жанровая картина, натюрморт |  |  |  |
|         | Алексеев, Виктор Иванович · (1937—2015) · СССР · Россия · пейзаж, монументалистика, портрет и др.                            |  |  |  |
|         | Альберти, Пётр Филиппович · (1913—1994) · Российская империя · СССР · Россия · портрет, пейзаж, жанровая картина, натюрморт  |  |  |  |
|         | Антипова, Евгения Петровна · (1917—2009) · Российская империя · СССР · Россия · портрет, пейзаж, жанровая картина, натюрморт |  |  |  |

### Б
| Портрет | Художник |                            |                                      |                                  |
| ------- | --- | -------------------------- | ------------------------------------ | -------------------------------- |
|         | Бродский, Исаак Израилевич · (1884—1939) · Российская империя · СССР · портрет, историческая картина, пейзаж · (портрет И.Репина, 1913) |                            |                                      |                                  |
|         | Балдина, Ирина Михайловна · (1922—2009) · СССР · Россия · пейзаж, жанровая картина                                                      |                            |                                      |                                  |
|         | Баскаков, Николай Николаевич · (1918—1993) · СССР · Россия · портрет, жанровая и историческая картина, пейзаж                           |                            |                                      |                                  |
|         | Байкова, Евгения Васильевна · (1907—1997) · Российская империя · СССР · Россия · пейзаж, натюрморт, жанровая картина                    |                            |                                      |                                  |
|         | Баженов, Всеволод Андреевич · (1908—1986) · Российская империя · СССР · ландшафтный и морской пейзаж                                    |                            |                                      |                                  |
|         | Белоусов, Пётр Петрович · (1912—1988) · Российская империя · СССР · портрет, историческая картина, пейзаж                               |                            |                                      |                                  |
|         | Берзинг Михаил Игоревич · (1955—2020) · СССР · Россия · монументальная и станковая живопись                                             | Берзинг М.И. Переход, 1989 | Берзинг М.И. Триптих "Дома и солнце" | Берзинг М.И. Набережная Фонтанки |
|         | Борисов, Вениамин Иванович · (1935—2014) · СССР · Россия · портрет, жанровая картина, пейзаж, натюрморт                                 |                            |                                      |                                  |
|         | Бучкин, Пётр Дмитриевич · (1886—1965) · Российская империя · СССР · портрет, жанровая картина, пейзаж                                   |                            |                                      |                                  |
|         | Бызова, Злата Николаевна · (1927-2013) · СССР · Россия · пейзаж, жанровая картина                                                       |                            |                                      |                                  |

### В
| Портрет | Художник |  |  |  |
| ------- | --- |  |  |  |
|         | Васильев, Анатолий Ильич · (1917—1994) · Российская империя · СССР · Россия · жанровая и историческая картина, пейзаж, портрет |  |  |  |
|         | Васильев, Пётр Константинович · (1909—1989) · Российская империя · СССР · жанровая картина, пейзаж, натюрморт                  |  |  |  |
|         | Веселова, Нина Леонидовна · (1922—1960) · СССР · жанровая и историческая картина, портрет, натюрморт                           |  |  |  |
|         | Вовкушевский, Ростислав Иванович · (1917—2000) · Российская империя · СССР · Россия · портрет, пейзаж, натюрморт               |  |  |  |

### Г
| Портрет | Художник                                                                                   |  |  |  |
| ------- | ------------------------------------------------------------------------------------------ |  |  |  |
|         | Галахов, Николай Николаевич · (1928—2022) · СССР · Россия · пейзаж, жанровая картина       |  |  |  |
|         | Гетманская, Ирина Ивановна · (р. 1939) · СССР · Россия · портрет, пейзаж, жанровая картина |  |  |  |
|         | Голубев, Василий Васильевич · (1925—1985) · СССР · пейзаж, жанровая картина                |  |  |  |
|         | Горб, Татьяна Владимировна · (1935—2013) · СССР · Россия · портрет, пейзаж, натюрморт      |  |  |  |
|         | Горб, Владимир Александрович · (1903—1988) · Российская империя · СССР · портрет, пейзаж   |  |  |  |
|         | Горохова, Елена Константиновна · (1933—2014) · СССР · Россия · жанровая картина, пейзаж    |  |  |  |
|         | Грушко, Абрам Борисович · (1918—1980) · СССР · пейзаж, жанровая картина                    |  |  |  |

### Е
| Portrait | Person                                                                                 |  |  |  |
| -------- | -------------------------------------------------------------------------------------- |  |  |  |
|          | Ерёмин, Алексей Григорьевич · (1918—1998) · СССР · Россия · пейзаж, жанровая картина   |  |  |  |
|          | Ефимов, Андрей Иванович · (1960) · СССР · Россия · знаковая живопись, жанровая картина |  |  |  |

### З
| Портрет | Художник                                                                                        |  |  |  |
| ------- | ----------------------------------------------------------------------------------------------- |  |  |  |
|         | Захаров, Сергей Ефимович · (1900—1993) · Российская империя · СССР · Россия · натюрморт, пейзаж |  |  |  |

### К
| Портрет | Художник |  |  |  |
| ------- | --- |  |  |  |
|         | Канеев, Михаил Александрович · (1923—1983) · СССР · городской и ландшафтный пейзаж, жанровая картина                                  |  |  |  |
|         | Козелл, Михаил Георгиевич · (1911—1993) · Российская империя · СССР · Россия · пейзаж                                                 |  |  |  |
|         | Козлов, Энгельс Васильевич · (1926—2007) · СССР · Россия · портрет, жанровая картина, натюрморт, пейзаж                               |  |  |  |
|         | Козловская, Марина Андреевна · (р. 1925) · СССР · Россия · портрет, пейзаж, жанровая картина                                          |  |  |  |
|         | Копнина, Татьяна Владимировна · (1921—2009) · СССР · Россия · портрет, пейзаж, жанровая картина                                       |  |  |  |
|         | Копытцева, Майя Кузьминична · (1924—2005) · СССР · Россия · натюрморт, пейзаж, жанровая картина                                       |  |  |  |
|         | Корнеев, Борис Васильевич · (1922—1974) · СССР · портрет, жанровая картина                                                            |  |  |  |
|         | Коровяков, Александр Петрович · (1912—1993) · Российская империя · СССР · Россия · городской и ландшафтный пейзаж, портрет, натюрморт |  |  |  |
|         | Костенко, Елена Михайловна · (р. 1926) · СССР · Россия · портрет, жанровая картина, натюрморт                                         |  |  |  |
|         | Костров, Николай Иванович · (1901—1995) · Российская империя · СССР · Россия · пейзаж, натюрморт, портрет                             |  |  |  |
|         | Котьянц, Геворк Вартанович · (1906—1996) · Российская империя · СССР · Россия · натюрморт, портрет, жанровая картина                  |  |  |  |

### Л
| Портрет | Художник |  |  |  |
| ------- | --- |  |  |  |
|         | Литвинский, Пётр Петрович · (1927—2009) · СССР · Россия · историческая и батальная живопись, пейзаж, натюрморт |  |  |  |
|         | Левитин, Анатолий Павлович(1922--2018) СССР Россия жанровая картина, портрет, пейзаж                           |  |  |  |

### M
| Портрет | Художник |  |  |  |
| ------- | --- |  |  |  |
|         | Маевский, Дмитрий Иванович · (1917—1992) · Российская империя · СССР · Россия · пейзаж, портрет, жанровая картина |  |  |  |
|         | Малевич, Казимир Северинович · (1878—1935) · Российская империя · СССР · пейзаж, портрет, абстрактная композиция  |  |  |  |
|         | Монахова, Валентина Васильевна · (р. 1932) · СССР · Россия · жанровая картина, портрет, натюрморт                 |  |  |  |
|         | Мухо, Николай Антонович · (1913—1986) · Российская империя · СССР · пейзаж, жанровая картина                      |  |  |  |

### Н
| Портрет | Художник |  |  |  |
| ------- | --- |  |  |  |
|         | Натаревич, Михаил Давидович · (1907—1979) · Российская империя · СССР · жанровая и историческая картина, пейзаж                       |  |  |  |
|         | Наумов, Александр Александрович (художник) · (1935—2010) · СССР · Россия · пейзаж, жанровая картина                                   |  |  |  |
|         | Ненартович, Анатолий Акимович · (1915—1988) · Российская империя · СССР · жанровая картина, городской и ландшафтный пейзаж, натюрморт |  |  |  |
|         | Невельштейн, Самуил Григорьевич · (1903—1983) · Российская империя · СССР · портрет, жанровая картина, пейзаж                         |  |  |  |

### O
| Портрет | Художник |  |  |  |
| ------- | --- |  |  |  |
|         | Обозненко, Дмитрий Георгиевич · (1930—2002) · СССР · Россия · жанровая и батальная картина, пейзаж, портрет |  |  |  |
|         | Овчинников, Владимир Иванович · (1911—1978) · Российская империя · СССР · пейзаж, жанровая картина          |  |  |  |
|         | Орехов, Лев Николаевич · (1913—1992) · Российская империя · СССР · Россия · пейзаж, натюрморт               |  |  |  |
|         | Осипов, Сергей Иванович · (1915—1985) · Российская империя · СССР · пейзаж, натюрморт                       |  |  |  |

### П
| Портрет | Художник |  |  |  |
| ------- | --- |  |  |  |
|         | Петров-Водкин, Кузьма Сергеевич · (1878—1939) · Российская империя · СССР · жанровая картина, портрет, пейзаж, натюрморт |  |  |  |
|         | Позднеев, Николай Матвеевич · (1930—1978) · СССР · Жанровая картина, натюрморт, пейзаж                                   |  |  |  |
|         | Поздняков, Евгений Михайлович · (1923—1991) · СССР · пейзаж, натюрморт                                                   |  |  |  |
|         | Пушнин, Александр Тихонович · (1921—1991) · СССР · Жанровая картина, портрет, пейзаж                                     |  |  |  |

### Р
| Портрет | Художник                                                                                              |  |  |  |
| ------- | --- |  |  |  |
|         | Рудницкая, Мария Леонидовна · (1916—1983) · Российская империя · СССР · портрет, пейзаж, натюрморт    |  |  |  |
|         | Румянцева, Галина Алексеевна · (1927—2004) · СССР · Россия · портрет, жанровая и историческая картина |  |  |  |
|         | Румянцева, Капитолина Алексеевна · (1925—2002) · СССР · Россия · натюрморт, пейзаж                    |  |  |  |
|         | Русов, Лев Александрович · (1926—1987) · СССР · портрет, жанровая и историческая картина, натюрморт   |  |  |  |

### С
| Портрет | Художник |  |  |  |
| ------- | --- |  |  |  |
|         | Самохвалов, Александр Николаевич · (1894—1971) · Российская империя · СССР · портрет, жанровая и историческая картина, пейзаж                                                 |  |  |  |
|         | Савинов, Глеб Александрович · (1915—2000) · Российская империя · СССР · Россия · жанровая картина, портрет, ландшафтный и городской пейзаж, натюрморт                         |  |  |  |
|         | Семёнов, Александр Михайлович · (1922—1984) · СССР · городской и ландшафтный пейзаж, жанровая картина                                                                         |  |  |  |
|         | Семёнов, Арсений Никифорович · (1911—1992) · Российская империя · СССР · Россия · портрет, жанровая картина, городской и ландшафтный пейзаж, натюрморт · (автопортрет , 1962) |  |  |  |
|         | Скуинь, Елена Петровна · (1908—1986) · Российская империя · СССР · жанровая картина, натюрморт, пейзаж                                                                        |  |  |  |
|         | Смирнова, Галина Александровна · (1929—2015) · СССР · Россия · портрет, жанровая картина, натюрморт                                                                           |  |  |  |
|         | Соколов, Александр Иванович · (1918—1973) · СССР · жанровая картина, портрет, пейзаж                                                                                          |  |  |  |
|         | Столбов, Александр Сергеевич · (р. 1929) · СССР · Россия · жанровая картина, портрет, пейзаж                                                                                  |  |  |  |

### T
| Портрет | Художник |  |  |  |
| ------- | --- |  |  |  |
|         | Татаренко, Александр Александрович · (1925—2000) · СССР · Россия · жанровая картина, пейзаж                      |  |  |  |
|         | Татаринов, Герман Алексеевич · (1925—2006) · СССР · Россия · пейзажист                                           |  |  |  |
|         | Тетерин, Виктор Кузьмич · (1922—1991) · СССР · жанровая картина, пейзаж, натюрморт                               |  |  |  |
|         | Тимков, Николай Ефимович · (1912—1993) · Российская империя · СССР · Россия · пейзаж, жанровая картина           |  |  |  |
|         | Ткаченко, Леонид Анисимович · (1927—2020) · СССР · Россия · жанровая картина, портрет, концептуальная композиция |  |  |  |
|         | Труфанов, Михаил Павлович · (1921—1988) · СССР · жанровая картина, портрет, пейзаж                               |  |  |  |
|         | Тюленев, Виталий Иванович · (1937—1998) · СССР · Россия · жанровая картина, портрет, пейзаж                      |  |  |  |

### Ф
| Портрет | Художник |  |  |  |
| ------- | --- |  |  |  |
|         | Филонов, Павел Николаевич · (1883—1941) · Российская империя · СССР · портрет, абстрактная композиция · (автопортрет) |  |  |  |

### Х
| Портрет | Художник                                                                                  |  |  |  |
| ------- | ----------------------------------------------------------------------------------------- |  |  |  |
|         | Хухров, Юрий Дмитриевич · (1932—2003) · СССР · Россия · портрет, пейзаж, жанровая картина |  |  |  |

### Ч
| Портрет | Художник                                                                                                  |  |  |  |
| ------- | --- |  |  |  |
|         | Чекалов, Владимир Фёдорович · (1922—1992) · СССР · Россия · портрет, пейзаж, жанровая и батальная картина |  |  |  |
|         | Чупрун, Евгений Романович · (1927—2005) · СССР · Россия · ландшафтный и морской пейзаж, жанровая картина  |  |  |  |

### Ш
| Портрет | Художник |  |  |  |
| ------- | --- |  |  |  |
|         | Шаблыкин, Юрий Михайлович · (р. 1932) · СССР · Россия · пейзаж, натюрморт                                   |  |  |  |
|         | Шаманов, Борис Иванович · (1931—2008) · СССР · Россия · жанровая картина, натюрморт, пейзаж                 |  |  |  |
|         | Штейнмиллер, Надежда Павловна · (1915—1991) · Российская империя · СССР · жанровая картина, пейзаж, портрет |  |  |  |